# مایکل جاکینو
مایکل جاکینو (به انگلیسی: Michael Giacchino) (زاده ۱۰ اکتبر ۱۹۶۷) آهنگساز و رهبر ارکستر اهل آمریکا و برنده جایزه اسکار است. او برای ساخت موسیقی فیلم، مجموعه‌های تلویزیونی و بازی‌های رایانه‌ای شهرت دارد و برنده جوایز دیگری هم‌چون گرَمی، گلدن گلوب و اِمی شده‌است. از آثار جاکینو می‌توان ماموریت غیرممکن (قسمت سوم)، شگفت‌انگیزان، انیمیشن سینمایی بالا، ماشین‌ها ۲، راتاتویی، سرزمین فردا، سوپر ۸، پیشتازان فضا،کوکو (فیلم ۲۰۱۷)، مرد عنکبوتی: بازگشت به خانه، ماه، مرد عنکبوتی: دور از خانه و مرد عنکبوتی: راهی به خانه نیست را نام برد.